# Cuité (Paraíba)
Cuité é um município brasileiro no estado da Paraíba, localizado na Região Geográfica Imediata de Cuité-Nova Floresta. De acordo com o IBGE (Instituto Brasileiro de Geografia e Estatística), no ano de 2024 sua população era estimada em 20.205 habitantes. Área territorial de 741,840 km². Sendo sede da 4ª Região Geoadministrativa do estado da Paraíba.

## História
O nome Cuité tem origem no uso que os índios que habitavam a região faziam do fruto do coitezeiro, utilizado por eles na confecção de cuias, gamelas e cochos. No dialeto indígena, Cuy significava vasilha e Eté, grande, real, ilustre.
Até o final do século XVII, o Curimataú Paraibano era habitado por tribos indígenas, pertencentes à grande nação Tarairiús, que desde os primórdios da colonização, se opuseram ao domínio luso e à conquista de suas terras. No Curimataú, habitavam as tribos Janduís, Canindés, e, especialmente, no local onde se ergue hoje a cidade de Cuité, os Sucurús. O povoamento da Serra de Cuité iniciou-se após a guerra de expulsão dos bárbaros, na qual o homem civilizado de maneira cruel e inominável exterminou os primeiros habitantes da região. Nos primeiros anos do século XVIII, aqui chegaram os primeiros povoadores, procedentes das margens dos Rio São Francisco e Zona da Mata de Pernambuco, em busca de terras propícias à lavoura é à criação de gado.
A primeira sesmaria concedida na região onde hoje se constitui o município de Cuité, datada de 8 de dezembro de 1704 e transcrita por João de Lira Tavares, em seu livro "Apontamentos para a História Territorial da Paraíba", refere-se ao Conde de Alvor, que através de um procurador, solicitava a terra ao longo do Olho D'água do Cuité. Ainda em dezembro de 1704, Bartolomeu Barbosa Pereira, José Gomes Pereira, Antônio Mendonça Machado e o capitão Antônio Carvalho de Vasconcelos, requereram e obtiveram datas de terras ao longo do Rio Jacu, nas proximidades da Serra de Cuité. Entretanto, os primeiros sesmeiros cuiteenses, salvo uma ou outra exceção, não vieram pessoalmente tomar posse das terra obtidas e dirigir suas fazendas, faziam isso através de procuradores.
Na mesma época, o coronel Caetano Dantas Correia requereu a data Lagoa do Cuité. A ele é atribuída a fundação do município, juntamente com sua esposa Josefa de Araújo Pereira, que doaram meia légua de terras nas proximidades do Olho D'água do Cuité, para construção de uma capela, que pretendiam erigir com invocação a Nossa Senhora das Mercês, ficando a mesma subordinada à freguesia de Caicó, no Rio Grande do Norte, até 1801. A referida escritura de doação, datada de 17 de julho de 1768, foi lavrada na povoação de Nossa Senhora do Bom Sucesso do Piancó, pelo escrivão Antônio Gonçalves Reis Lisboa. Esta escritura é considerada como a "certidão de batismo", sendo a mesma descoberta pelo historiador Cariolano de Medeiros e transcrita na Revista do Instituto Histórico e Geográfico Paraibano.
As últimas décadas do século XVIII constituem um período obscuro na história da cidade de Cuité. O certo, é que o agrupamento humano que se formou em redor da capela de Nossa Senhora das Mercês, somente após a criação da freguesia é que adquiriu delineamento urbano.
Em outubro de 1827 foi criado o "Distrito de Paz de Cuité", de acordo com a Lei Provincial de n° 15, pertencente inicialmente a Vila do Brejo de Areia, posteriormente a Vila de Bananeiras.
Pela Lei Provincial n° 04 de maio de 1854, a povoação da Serra de Cuité foi elevada à categoria de vila, com a denominação de Vila do Cuité. Era então Presidente da Província, o senhor João Capistrano Bandeira de Melo. Em 25 de junho de 1872, pela Lei n° 480, foi criada a Comarca de Borborema com sede na Vila do Cuité, sendo seu primeiro juiz de direito, o Dr. Alfredo da Gama Montezuma. Suspensa pela primeira vez em 1881, a referida unidade judiciária foi restaurada em 13 de dezembro de 1882, com nomeação do Dr. Ivo Magno Borges da Fonseca. Com a remoção do Dr. Ivo Borges da Fonseca para a Comarca do Conde, em agosto de 1891, a Comarca de Cuité foi novamente suspensa. E sua segunda restauração ocorreu em 14 de maio de 1900, pela Lei n°149. Na época, foram nomeados os Drs. Antônio Simões dos Santos Leal, como juiz de direito e Salustino Elvídio Carneiro da Cunha, para juiz municipal.
Por razões políticas, a Comarca de Cuité foi transferida em 29 de outubro de 1904 para "Picuhy", dando-se sua instalação em 24 de novembro do mesmo ano. Na questão, figura como pivô o deputado Graciliano Fantino Lordão, que pretendia "contentar as aspirações dos seus amigos que em parte residiam em Picuí". Em 1911, com a nova divisão administrativa do Brasil, Cuité passou a ser subordinado a Picuí, que ganhou foro de município. Esta condição durou até 18 de dezembro de 1936, quando o governado Argemiro de Figueiredo sancionou a Lei Estadual n° 99, restaurando o referido município com o nome de Serra de Cuité.
A emancipação política de Cuité foi sendo fruto de um movimento popular, onde se destacaram Jeremias Venâncio dos Santos, João Venâncio da Fonseca, João Teodósio da Silva, Basílio Fonseca, padre Luiz Santiago, Rivaldo Fonseca, Benedito Venâncio, Jovino Pereira e Pedro Viana da Costa, escolhido para ser o primeiro prefeito do município, oficialmente instalado no dia 25 de janeiro de 1937. No ano seguinte, por força do Decreto Lei Estadual n° 1.164, o referido município teve seu nome simplificado para CUITÉ, sendo constituído por dois distritos: o da sede e o de Santa Rosa (Barra de Santa Rosa, que conseguiu sua emancipação em 1959).

## 4ª Região Geoadministrativa de Cuité

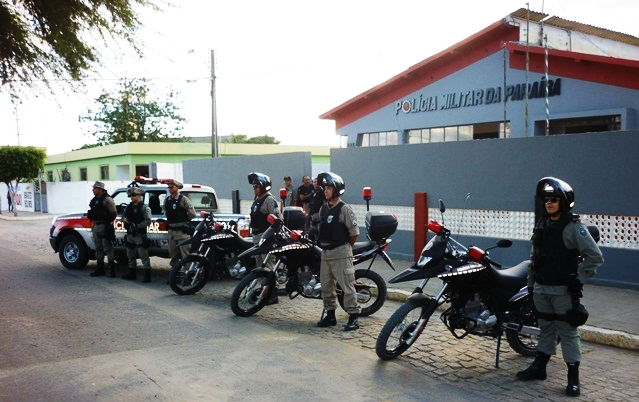
9º Batalhão de Polícia Militar de Cuité

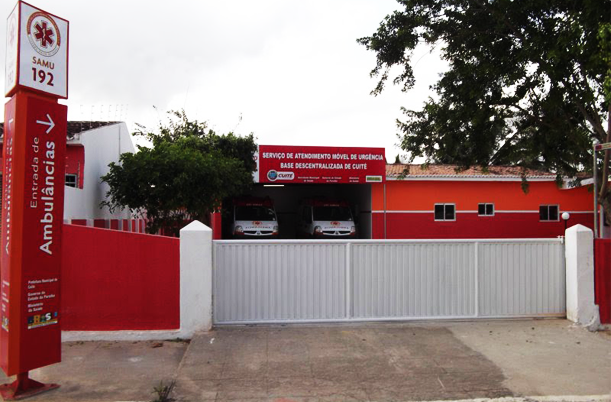
Serviço de Atendimento Móvel de Urgência - SAMU Cuité

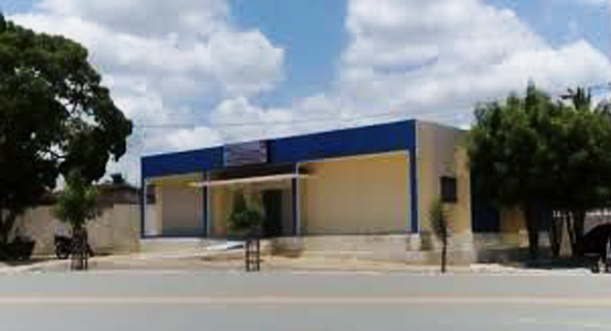
Casa da Cidadania de Cuité

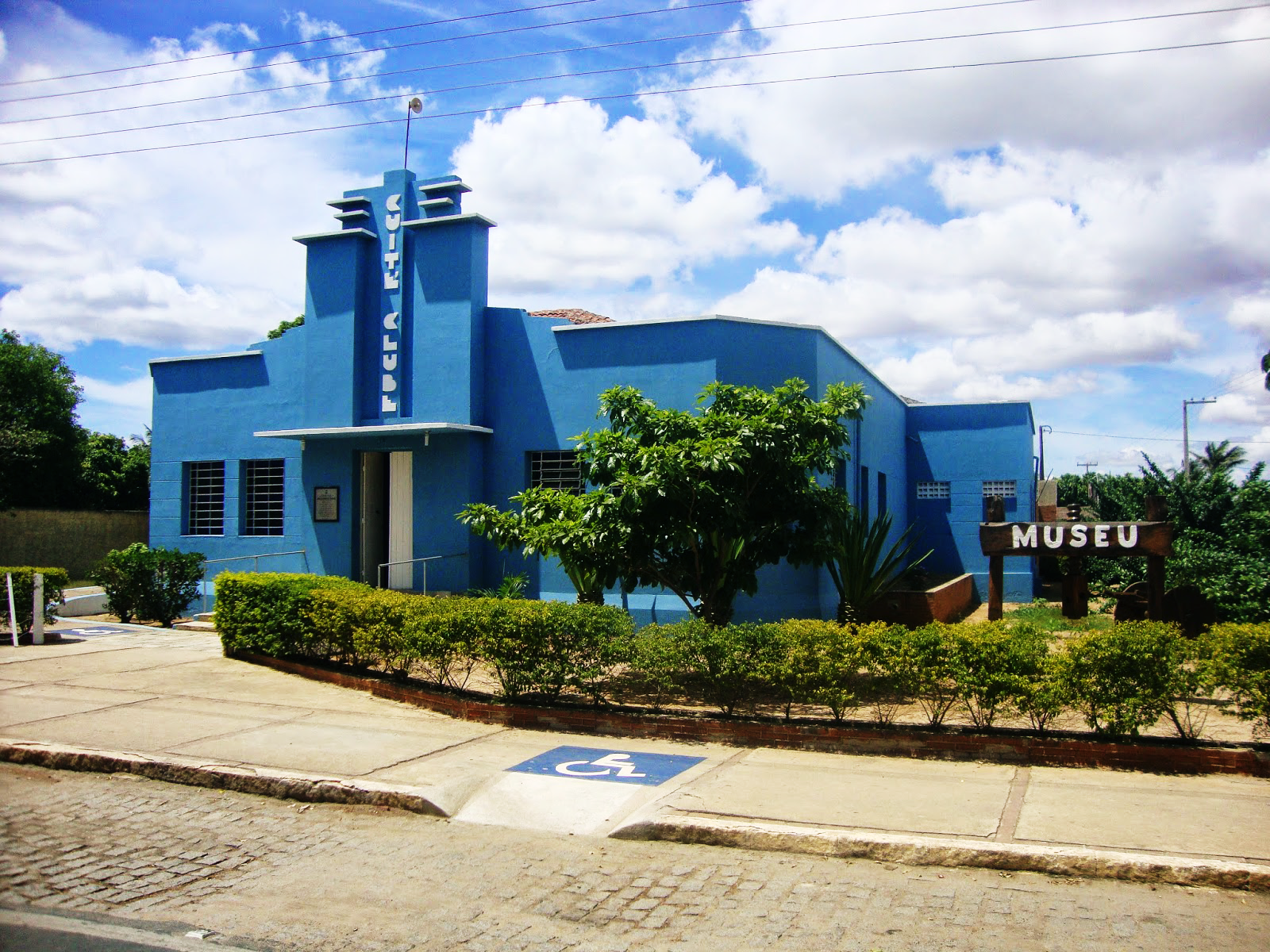
Museu do Homem do Curimataú Cuité (UFCG)

A Região Geoadministrativa de Cuité é uma região Geoadministrativa brasileira localizada no estado da Paraíba. É formada por onze municípios.[1] Inicialmente era constituída por 12 municípios, mas o município de Damião passou a pertencer a Região Geoadministrativa de Solânea, criada recentemente pela lei complementar estadual 115 de 21 de janeiro de 2013.

### Órgãos Públicos e Serviços Estaduais e Municipais
- Sede da 4ª Gerência Regional de Ensino e Educação;
- Sede da 4ª Gerência Regional de Saúde;
- 9ª Batalhão da Polícia Militar da Paraíba;
- 2ª - Companhia do Corpo de Bombeiros Militar da Paraíba - 2⁰ BBM
- 7ª Delegacia Regional da Polícia Civil do Estado da Paraíba;
- Instituto Nacional do Seguro Social - INSS sede Cuité;
- Departamento Estadual de Trânsito - DETRAN sede Cuité;
- Casa da Cidadania Cuité;
- Sede administrativa da 4ª Gerência Regional da Companhia de Água e Esgotos da Paraíba - CAGEPA;
- Serviço de Atendimento Móvel de Urgência - SAMU;
- Unidade de pronto atendimento - UPA 24 Horas;
- Hospital e Maternidade Nossa senhora das Mercês;
- Centro de Especialidades Odontológicas - CEO;
- União Municipal dos Estudantes Secundaristas de Cuité - UMESC;
- Universidade Federal de Campina Grande - UFCG Campus Cuité;
- Escola Estadual Cidadã Integral Técnica de Cuité "Jornalista José Itamar da Rocha Cândido'';
- Centro de Atenção Psicossocial - CAPS e Centro de Atenção Psicossocial Infantil - CAPSI;
- Centro de Referência Especializado de Atenção Socioassistencial - CREAS;
- Fórum - 1ª e 2ª Varas Mistas (Comarca de Segunda Entrância);
- Promotoria de Justiça - 1ª e 2ª Promotorias Cumulativas.

## Geografia
O município está incluído na área geográfica de abrangência do semiárido brasileiro, definida pelo Ministério da Integração Nacional em 2005. Esta delimitação tem como critérios o índice pluviométrico, o índice de aridez e o risco de seca.
O município de Cuité situasse na região centro-oeste do Estado da Paraíba, mesorregião do Agreste Paraibano e microrregião do Curimataú Ocidental, está a 235 km de distância da capital João Pessoa. Limitasse com as cidades de Cacimba de Dentro, Damião, Barra de Santa Rosa, Sossego, Nova Floresta, Picuí, Baraúna e o Estado do Rio Grande do Norte. Possui uma área de 741,840 km², altitude de 750 m acima do nível do mar.

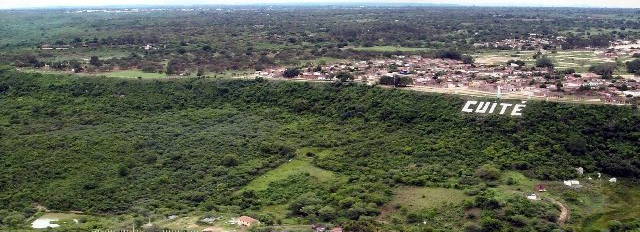
Vista Aérea do letreiro do nome Cuité

### Bairros
| Nº  | Nome dos Bairros   |
| --- | ------------------ |
| 1ª  | Centro             |
| 2ª  | Jaime Pereira      |
| 3ª  | Santo Antônio      |
| 4ª  | Humberto Lucena    |
| 5ª  | Novo Retiro        |
| 6ª  | 25 de Janeiro      |
| 7ª  | Bairro das Graças  |
| 8ª  | Basílio da Fonseca |
| 9ª  | Bairro da Saudade  |
| 10ª | Castelo Branco     |
| 11ª | Jardim Planalto    |
| 12ª | Ulisses Guimarães  |
| 13ª | Jardim Trevo       |
| 14ª | São Vicente        |
| 15ª | Bela Vista         |
| 16ª | São José           |
| 17ª | Antônio Mariz      |
| 18ª | Mercês Furtado     |
| 19ª | Elza Furtado       |
| 20ª | 31 de Março        |

## Distritos
- Serra do Bombocadinho;
- Melo (Cuité);
- Jacu;
- Vila do Bujari.

## Condomínios fechados
- Condomínios Renascer da Serra;
- Condomínios Cuité Ville.

## População
Sua população foi contabilizada em 19.978 habitantes pelo censo de 2010 do IBGE, e com estimativa de 20.348 habitantes em 2017. Apresentando uma densidade demográfica de 26,93 hab/km². Cuité apresenta uma taxa de urbanização de 67,48%. A estimativa da população urbana por gênero foi de 9.833 homens e 10.145 mulheres.
| Evolução Populacional de Cuité | Evolução Populacional de Cuité |
| ------------------------------ | ------------------------------ |
| Ano                            | População                      |
| 1991                           | 23.153                         |
| 1996                           | 22.515                         |
| 2000                           | 19.946                         |
| 2007                           | 20.197                         |
| 2010                           | 19.978                         |

### Geologia
O município está inserido na unidade geoambiental do Planalto da Borborema, formada por maciços e outeiros altos, com altitude variando entre 650 a 1.000 metros.

### Hidrografia
O município de Cuité encontrasse inserido nos domínios da bacia hidrográfica do Rio Jacu. Os principais cursos de água são: os rios Jacu, Japi, Pinta Cachorro, Campo Comprido, do Paturá, de Trapiá e Bonsucesso, além dos riachos: do Tamanduá, da União, do Maribondo, do Gama, da Cachoeira, do Barandão, Monte Alegre, do Pau de Leite, da Quixaba, do Alegre, Serra do Negro, do Cachorro, dos Grossos, Fechado, do Café, Tanque de Areia, do Açude Velho, da Fortuna, do Saco de Areia, do Recanto, da Cachoeirinha, do Araújo, do Soares, Baixa de Pedra, da Caiçara, de Santa Rita e dos Cavalos.
Os principais corpos de acumulação são os açudes: Boqueirão do Cais (12.367.300m³), Monte Alegre, do Alegre (de propriedade da ex-primeira dama do município, Dona Elza Furtado) e a Lagoa Bela Vista. Todos os cursos d'água têm regime de escoamento intermitente e o padrão de drenagem é o dendrítico.

### Vegetação
Localizado no limite norte do estado da Paraíba, na região da Borborema. Segundo o IBGE 1992, o município encontrasse na região dominada pelo bioma Caatinga, na fisionomia Savana Estépica Arborizada, áreas antropizadas e fragmentados de Florestas Subcaducifólicas e Caducifólicas.

### Clima
O clima é do tipo Tropical Chuvoso, com verão seco. A estação chuvosa se inicia em janeiro/fevereiro com término em agosto, podendo se adiantar até outubro. Há muito mais pluviosidade no verão que no inverno.
| Dados climatológicos para Cuité                                                                          | Dados climatológicos para Cuité | Dados climatológicos para Cuité | Dados climatológicos para Cuité | Dados climatológicos para Cuité | Dados climatológicos para Cuité | Dados climatológicos para Cuité | Dados climatológicos para Cuité | Dados climatológicos para Cuité | Dados climatológicos para Cuité | Dados climatológicos para Cuité | Dados climatológicos para Cuité | Dados climatológicos para Cuité | Dados climatológicos para Cuité |
| Mês | Jan                             | Fev                             | Mar                             | Abr                             | Mai                             | Jun                             | Jul                             | Ago                             | Set                             | Out                             | Nov                             | Dez                             | Ano                             |
| --- | ------------------------------- | ------------------------------- | ------------------------------- | ------------------------------- | ------------------------------- | ------------------------------- | ------------------------------- | ------------------------------- | ------------------------------- | ------------------------------- | ------------------------------- | ------------------------------- | ------------------------------- |
| Temperatura máxima recorde (°C)                                                                          | 35,3                            | 35,3                            | 33,5                            | 33,1                            | 31,9                            | 29,9                            | 30,4                            | 32,1                            | 32,8                            | 35,2                            | 35                              | 34,8                            | 35,3                            |
| Temperatura mínima recorde (°C)                                                                          | 19,7                            | 19                              | 19,3                            | 19,3                            | 18,3                            | 17,2                            | 16,2                            | 15,4                            | 16,1                            | 16,6                            | 18,5                            | 19,1                            | 15,4                            |
| Chuva (mm)                                                                                               | 68                              | 77,3                            | 130,6                           | 116,1                           | 87,7                            | 70,4                            | 71,1                            | 30                              | 13,7                            | 8                               | 9,8                             | 22,7                            | 705,5                           |
| Fonte: AESA (recordes de temperatura: 19/04/2023-presente; precipitação: Atlas Pluviométrico da Paraíba) |                                 |                                 |                                 |                                 |                                 |                                 |                                 |                                 |                                 |                                 |                                 |                                 |                                 |

## Turismo e Cultura

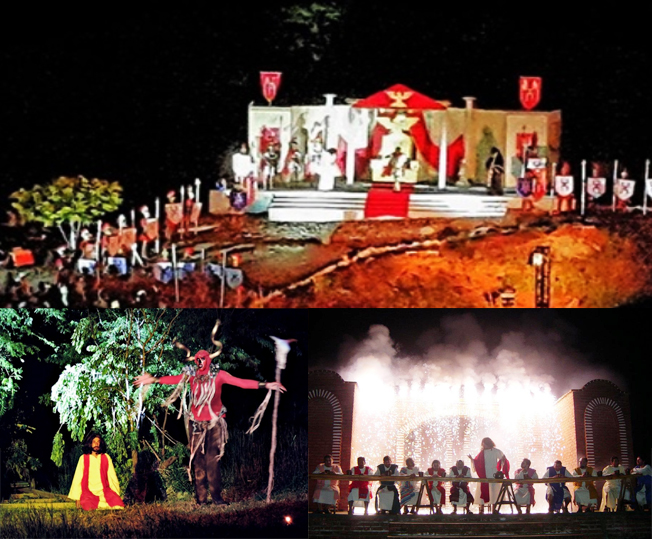
O evento A Paixão de Cristo no maior teatro ao ar livre da Paraíba.

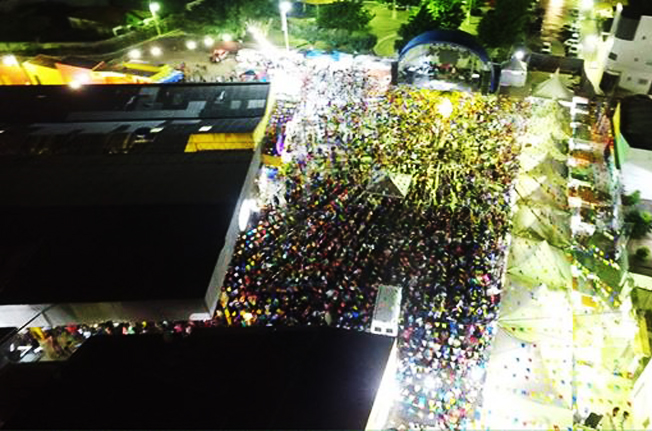
Festa de São João e São Pedro, o maior do Curimataú e Seridó paraibano.

O município de Cuité possuí uma grande diversidade cultural, com destaque na cultura de Cuité, a ACCD - Associação Cuiteense de Danças onde se destacar os grupos teatrais, quadrilha junina Caetés fundada em 1992 - 2007 que desenvolveu trabalhos em tempo de festas juninas com jovens, também tem os artesões e artistas plásticos, além de eventos tradicionais que já fazem parte do calendário do município, como a festa do Arraial da Serra que é considerado como o maior São João da região, a encenação da Paixão de Cristo, que acontece no Teatro do Olho D'água da Bica, considerado o maior teatro ao ar livre da Paraíba. Em 24 de setembro Cuité comemora o dia Padroeira Nossa Senhora das Mercês que todos os anos atrai uma multidão de fiéis as ruas do município. Também as quadrilhas estilizadas no mês de junho.
- Festa da Padroeira "Nossa Senhora das Mercês" - 24 de setembro;
- Paixão de Cristo realizada no maior teatro ao ar livre da Paraíba;
- Festa do São João e São Pedro o tradicional São João da Serra;
- Festival Universitário de Inverno (FUI);

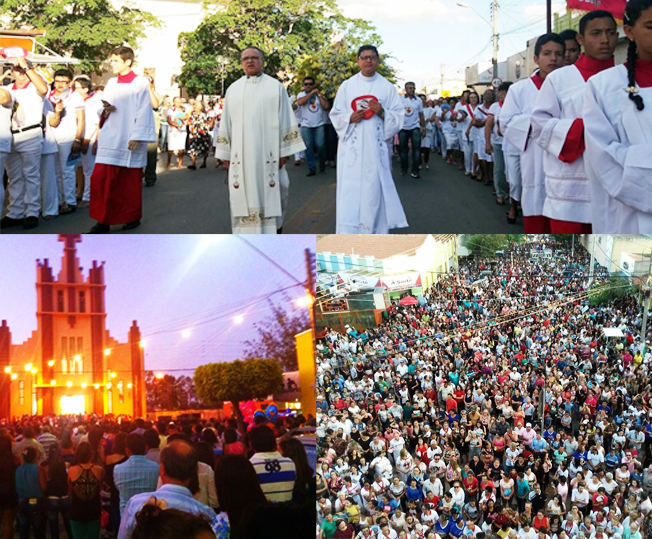
Festa religiosa da padroeira de Cuité

- Carnaval de Rua "Cuité 40 Graus".

## Comunicação

### Canais Abertos de Televisão
- TV Cabo Branco - Afiliada da Rede Globo (Canal 11 VHF);
- TV Correio - Afiliada da Rede Record (Canal 13 VHF);

### Emissoras de Rádio
- Rádio Cidade Cuité 89,1 FM;
- Rádio Comunitária Caminhando na Luz 87,9 FM.

### Telefonia Móvel
- TIM (Sinal 4G);
- CLARO (Sinal 2G);
- VIVO (Sinal 3G);
- OI (Sinal 2G).

## Educação
O município destaca-se por abrigar uma Escola Estadual Cidadã Integral Técnica e um campus da UFCG-CES Universidade Federal de Campina Grande, o Centro de Educação e Saúde que começou suas atividades em 2006.

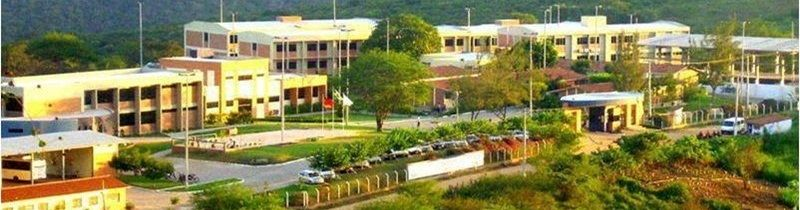
UFCG CAMPUS CUITÉ

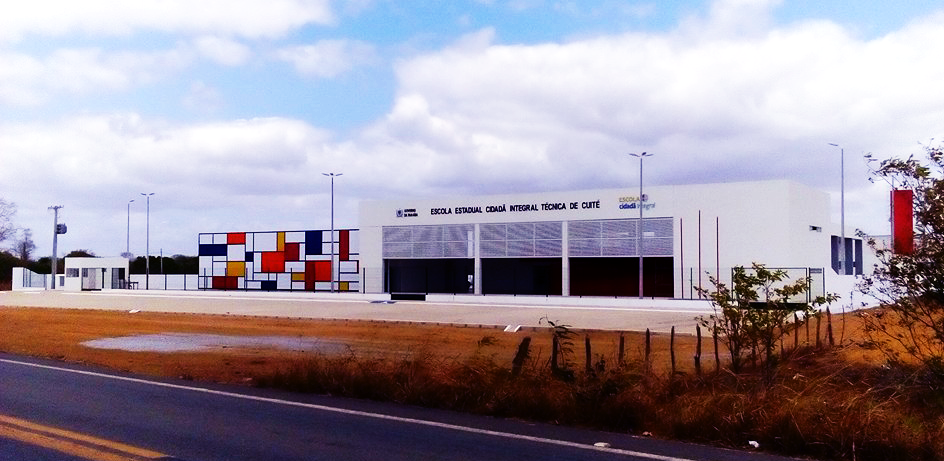
ESCOLA TÉCNICA ESTADUAL DE CUITÉ - ETEC

Também a Escola Estadual Cidadã Integral Técnica de Cuité e o Centro de Ensino Técnico em Saúde - CETES, além da Faculdade Centro Universitário Leonardo da Vinci - Polo Cuité.

## Economia
A Capital do Curimataú e Seridó da Paraíba, tem sua economia em forte desenvolvimento, a cidade tem uma localização estratégica para os negócios, fazendo fronteira com vários municípios do Rio Grande do Norte, por ser uma cidade maior que suas vizinhas às pessoas de outros municípios vêm até Cuité em busca de serviços, entretenimento e produtos que são disponibilizados na cidade.
Um fator que ajudou no desenvolvimento foi à vinda da Universidade Federal de Campina Grande impulsionando o comércio e a indústria, principalmente a indústria de construção, a cidade agora possui dois condomínio fechados e vários loteamentos espalhados pelos quatro cantos da cidade assim gerando diversos empregos tanto diretamente quando indiretamente.  O comércio de Cuité concentra-se no centro da cidade a um grande número de lojas varejistas de vários segmentos, bares e restaurantes.
A cada ano que passa o comércio se fortalece e a cidade ganha novos habitantes e  investimentos, recentemente um empresário local construiu o primeiro supermercado atacadista da cidade que absorvera os consumidores de toda a região do Curimataú e Seridó paraibano e parte do Agreste Potiguar. Sua área construída é de aproximadamente 1400 m² quadrados. A cidade também conta com uma Avicultura de Postura que produz 90.000 mil unidades de ovos por dia totalizando uma produção de mais de 2,5 milhões de ovos  por mês.
A Feira de Cuité é uma das maiores do estado da Paraíba, os pontos dos comerciantes junto com o espaço do mercado público e praça de alimentação somam uma área de mais de 13 mil metros quadrados onde são comercializados diversos produtos que variam de gêneros alimentícios a objetos de utilidade domestica das mais variadas funções, além de vendas de animais a utensílios rurais. A feira tem seu iniciando nas primeiras horas da manhã e encerrando nas primeiras horas da noite da segunda-feira, ou seja, mais de 12 horas, já que as demais feiras do estado têm termino de suas atividades ao meio-dia. 

## Esporte
- Campeonato Municipal de Futebol de Campo;
- Copa Regional do Curimataú e Seridó;
- Tradicional Torneio de Futebol do Dia dos Trabalhadores;
- Sede dos Jogos Escolares & Paraescolares da 4ª Região da Paraíba;
- Tradicional Maratona de Emancipação Política - 25 de janeiro;

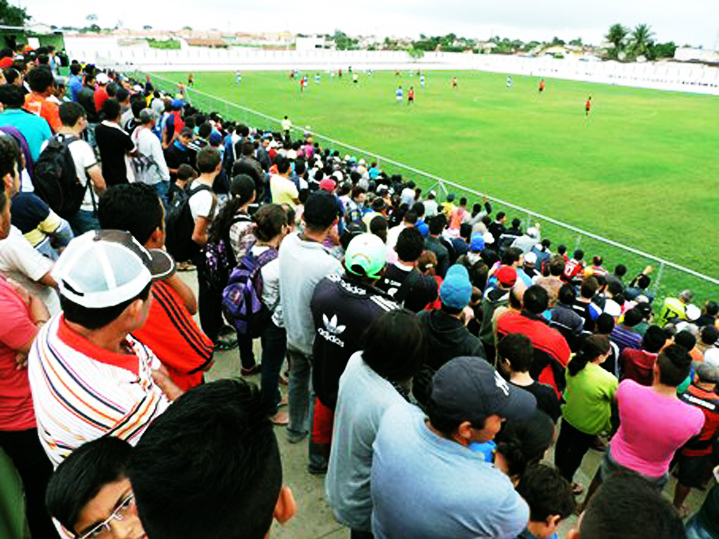
Partida entre o Cuité EC X Campinense FC

- Open de Vólei de Praia.

### Praças esportivas públicas
| Quantidade | Nomenclatura                                        |
| ---------- | --------------------------------------------------- |
| 6          | Ginásio Cobertos                                    |
| 1          | Estádio Municipal                                   |
| 1          | Modulo Esportivo                                    |
| 1          | Parque de Recreação Esportiva - Parque da Juventude |
| 3          | Quadras de Vôlei de Areia                           |
| 2          | Quadras de Futsal "Abertas"                         |
| 2          | Praça da Saúde "Academia de Saúde"                  |
| 1          | Pista de Skate "Chorão Skate Park"                  |